# Klarvattentjärnen, Ångermanland
Klarvattentjärnen är en sjö i Örnsköldsviks kommun i Ångermanland och ingår i Moälvens huvudavrinningsområde.